# Тимон из Афин
Тимон Афинский (др.-греч. Τίμων ὁ Ἀθηναῖος) — легендарный персонаж, известный своей мизантропией. Согласно упоминаниям в  «Сравнительных жизнеописаниях» Плутарха, Тимон жил в Афинах в эпоху Пелопоннесской войны (431—404 гг. до н. э.).

## Обзор
Сатирический писатель Лукиан представляет Тимона богатым сыном Эхекратида: Тимон потратил все свои деньги на друзей-льстецов. Когда его средства закончились, а друзья покинули его, Тимон был вынужден начать работать в поле, как земледелец. Однажды он нашёл горшок с золотом, после чего покинувшие его друзья захотели вернуться к нему. На этот раз Тимон прогнал их, закидав комками грязи.
И Аристофан, и Платон Комикус упоминают Тимона как разгневанного и презирающего человечество персонажа, который высоко ценил Алкивиада в надежде, что тот принесет вред Афинам. Другим источником являются «Сравнительные жизнеописания»: Плутарх кратко упомянул Тимона как представленного в трудах греческого Аристофана и Платона. Плутарх пишет: «Тимон этот был афинянин и жил примерно в годы Пелопоннесской войны, сколько можно судить по комедиям Аристофана и Платона, в которых он осмеивается как враг и ненавистник людей».

## В культуре
- В комедии «Лисистрата» (vv. 809-820) хор пожилых женщин утверждает, что, хотя Тимон ненавидел мужчин, он был дружелюбным и вежливым по отношению к женщинам.
- Цицерон в своем трактате «Лелий, или О дружбе» ссылается на Тимона Афинского, обсуждая, как дружба проникает в жизнь всех, даже тех, кто яростно избегает общества[3].
- Согласно Страбону (География XVII.9), после поражения в битве при мысе Акций (2 сентября 31 года до н. э.) Марк Антоний построил в гавани Александрии Тимониум. Такое название Антоний объяснял тем, что считает себя оставленным друзьями, как и Тимон, и хотел прожить остаток своих дней в одиночестве.
- Диалог «Тимон или Мизантроп» Лукиана о Тимоне.
- Тимон является вдохновением для пьесы Уильяма Шекспира «Тимон Афинский».
- Тимон — это эпоним слов Тимонист, Тимонизм, Тимониан и Тимониз.
- Джонатан Свифт утверждает, что поддерживает мизантропию, отличную от Тимона, в письме Александру Поупу.
- Уильям Сакси (умер в 1612 году) — судья, известный своей мизантропией: «Тимон, который никого не переносит».
- В главе III романа «Человек доверия» Герман Мелвилл использует неназванного прохожего, чтобы подчеркнуть безумие неблаготворного отверженного в качестве примера, который «может сдержать Тимона».
- В романе Шарлотты Бронте «Городок» главную героиню Люси Сноу прозывает Тимоном ее подруга Джиневра Фэншоу по причине ее циничного поведения.